# Isla de Peter
La Isla de Peter o la Isla de Pedro (en inglés: Peter Island) es una isla privada con 720 hectáreas (1.779 acres) que se encuentra en las Islas Vírgenes Británicas (BVI), alrededor de 5,2 millas al suroeste de Harbour Road (Town Road), en la isla de Tórtola. La Isla Dead Chest, una isla deshabitada, se encuentra cerca de Peter Island. Forma parte del archipiélago de las Islas Vírgenes Británicas que recorre el Canal de Sir Francis Drake.
Peter es la isla más grande de las Islas Vírgenes Británicas que es de propiedad privada y la quinta más grande de 60 islas, muelles y arrecifes expuestos que conforman las Islas Vírgenes Británicas. Es propiedad de la Corporación Amway desde 1978 hasta la fecha, cuando la plena propiedad fue transferida a la familia Van Andel, copropietarios de Amway.